# Halucynoza alkoholowa
Halucynoza alkoholowa (omamica alkoholowa, ang. alcoholic hallucinosis, alcohol-induced psychotic disorder, AIPD)  – postać psychozy alkoholowej, w której obrazie klinicznym dominują omamy słuchowe. Niekiedy mogą występować omamy dotyczące innych zmysłów i urojenia. Etiologia schorzenia wiąże się z wieloletnim i intensywnym spożywaniem alkoholu, halucynoza alkoholowa jest powikłaniem uzależnienia od alkoholu.

## Epidemiologia
Uważa się, że halucynoza alkoholowa jest rzadkim powikłaniem uzależnienia od alkoholu, rozpoznawanym u 0,4–0,7% pacjentów uzależnionych od alkoholu.

## Leczenie
Leczeniem z wyboru są neuroleptyki, przede wszystkim haloperidol.

## Historia
Halucynozę alkoholową nazwał Carl Wernicke, i opisał ją szczegółowo w swoim podręczniku. Podobną psychozę opisał Claude Nicolas Séraphin Marcel w 1847 pod nazwą folie d′ivrogne. Jako pierwszy odróżnił ją od majaczenia drżennego. Eugen Bleuler opisując pacjentów z halucynozą cytował Wernickego, sam używał terminu Alkoholwahnsinn.
W polskiej tradycji psychiatrycznej dzieli się halucynozę alkoholową na przewlekłą i ostrą, traktowaną jako wariant majaczenia alkoholowego.